# Girasoles para Lucía
Girasoles para Lucía es una telenovela peruana y venezolana producida por Iguana Producciones S.A. y Venevision International. Fue protagonizada por Gianella Neyra y Jorge Aravena y cuenta con las actuaciones antagónicas de Pablo Martín y Fiorella Rodríguez.

## Sinopsis
Lucía Trevi tiene dos sueños en la vida: convertirse en una famosa actriz de Hollywood y conquistar a José Simón Landaeta, el soltero más codiciado del país.
Ella sabe que lo primero es prácticamente imposible, pero lo segundo... Una tarde, de camino a hacer una entrega para la tienda donde trabaja, Lucía es víctima de un carterista y quien sale a su rescate, por casualidad, es Roberto Landaeta, hermano de José Simón.
Apuesto y conquistador, pero a la vez sencillo y bondadoso, Roberto queda impactado por la belleza y simpatía de Lucía y comienza a enamorarla. Al enterarse de que ella es una chica de pocos recursos, Roberto decide que para poder ganarse el amor de Lucía por sí mismo —sin influencia de su apellido y fortuna— lo mejor es ocultar su identidad. Por eso le dice que es obrero de la Corporación Landaeta en vez de confesar que es uno de los dueños.
Pero, Lucía no deja de pensar en su "príncipe azul". A diferencia de Roberto, José Simón es arrogante y autoritario. Lucía sólo conseguirá acercársele fingiendo ser la Condesa Sabrina di Ferneze.
El argumento guarda mucha similitud con la película del año 1994 "The Counterfeit Contessa" (en castellano, La condesa farsante), protagonizada por Tea Leoni, con el actor David Beecroft, en el rol de Sinclair (papel que es similar al de José Simón Landaeta en la novela), y con D. W. Moffett como el hermano de Sinclair (personaje semejante en la telenovela al de Jorge Aravena).

## Elenco
- Gianella Neyra - Lucía Trevi / Condesa Sabrina Di Farneze
- Jorge Aravena - Roberto Landaeta Santamaría
- Pablo Martín - José Simón Landaeta Santamaría
- Daniela Sarfati -  Verónica Landaeta Santamaría
- Yvonne Frayssinet -  Regina Santamaría Vda. de Landaeta
- Alberto Ísola - Paolo Trevi
- Lita Baluarte -  Esther
- Fiorella Rodríguez -  Vilma Santamaría del Castillo
- Ramsay Ross - Mr. Gordon
- Natalia Torres Vilar - Carmiña
- Paul Vega - Filipo
- Ana María Jordán - Tía María
- Marcelo Oxenford - Tito Mendieta
- María Angélica Vega - La Niña
- Gabriela Rivera - Karina
- Paulo Saile - Enzo Trevi
- Carlos Thornton - Gustavo
- Miriam Aedo - Pili
- Pilar Aedo -  Mili
- Isabel Duvall - Doña Pura
- Mari Pili Barreda - Carlota

## Lanzamiento internacional
- Filipinas: GMA Network con el título Lucía en 2002 doblado en tagalo como la primera telenovela peruana desde Lunes a viernes por la tarde.
- Condesa por amor: telenovela de Venevisión producida en 2009, protagonizada por Eileen Abad, Jerónimo Gil, Bernie Paz y Michelle Vargas.